# 귓집

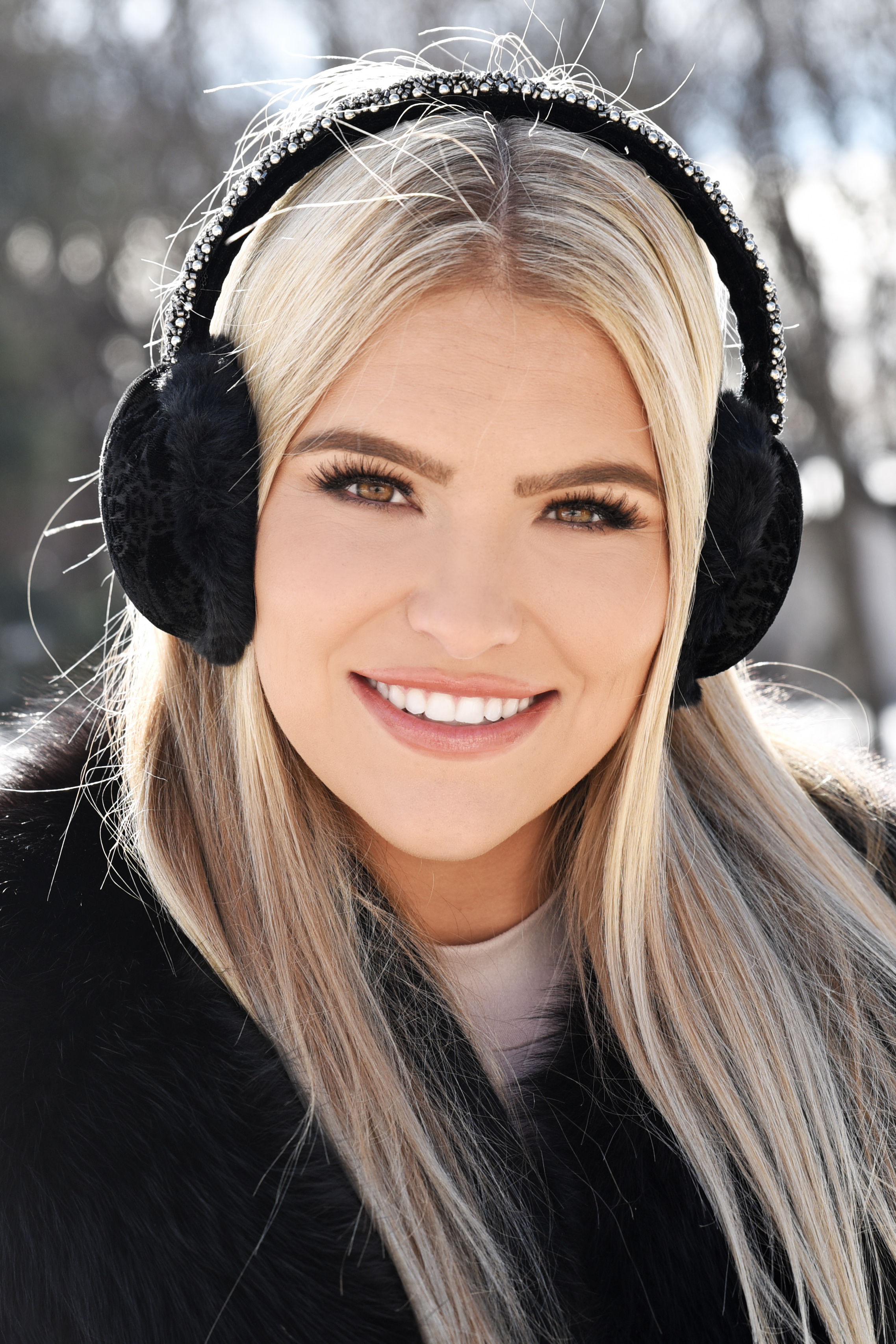

귓집은 추위나 소음 등으로부터 귀를 보호하기 위해 귀에 덮는 물건이다.

## 종류
- 방한용 귓집 — 귀가 시리지 않도록 털로 만든 귓집이다. 1873년 미국에서 15살 나이의 체스터 그린우드(1858~1937)가 아이스 스케이트를 타다 시린 귀를 보호할 목적으로 할머니에게 부탁해 철사와 털가죽을 이어 붙여 발명하였다. 이후 체스터는 귀마개 제조공장을 차려 사업적으로 성공하였다.
- 청각보호용 귓집 — 공사 현장처럼 큰 소리가 나는 곳에서 귀를 보호하기 위한 귓집이다. 헤드폰과 결합하여, 주변에서 나는 소리를 차단한 채 음악만을 듣도록 해주는 귓집도 있다. 1982년 이탈리아에서 처음 만들어졌다.

## 같이 보기
- 귀마개
- 귀덮개